# Johanna Smiatek
Johanna Smiatek (* 1967 in Hannover) ist eine deutsche Objekt- und Installationskünstlerin (interaktive Kunst, kinetische Objekte).

## Leben und Werk
1986 begann Smiatek ein Mathematikstudium an der Universität Hannover, das sie jedoch abbrach, um sich ihrer künstlerischen Arbeit zu widmen. Smiatek studierte von 1987 bis 1992 an der Fachhochschule Hildesheim/Holzminden und von 1993 bis 1997 Freie Kunst an der Hochschule für Bildende Künste Braunschweig. 2001 entwickelte sie, zusammen mit Physikern, einen speziellen Antrieb für ihre kinetischen Vibrations-Installationen. Diesen Antrieb hat sie kontinuierlich verändert und weiterentwickelt. 2008 hatte sie eine umfangreiche Einzelausstellung in der Galerie Kunstpunkt Berlin. Hierfür zeigte sie unter anderem wie in einem „Showroom“ ihr Projekt „Doggy Doggies“, ein fiktives absurdes Modelabel. Sie erhielt zahlreiche Einladungen zu kuratierten Ausstellungen in Deutschland und im Ausland. Für die Rohkunstbau XVII. (Atlantis II, Hidden Histories – Imagined Identities) in Potsdam kreierte sie einen innen verspiegelten interaktiven Pavillon, in den der Besucher eintreten konnte. Bekannt sind Ihre interaktiven Spiegelarbeiten, die sie schon in vielen Ausstellungen, unter anderem in der Hamburger Kunsthalle in Hamburg, im Georg Kolbe Museum Berlin und in der Galerie im Taxispalais in Innsbruck gezeigt hat. Bei diesen Arbeiten werden unterschiedliche Spiegel in Vibrationen versetzt, wodurch es unmöglich wird, sich scharf zu sehen. Sie arbeitet schwerpunktmäßig im Bereich kinetische und interaktive Kunst.
Johanna Smiateks Werk irritiert. Smiatek thematisiert die Welt des schönen Scheins, die Welt der Mode oder anderer Vorlieben und bezieht sich in ihren Arbeiten auf alltägliche Gegenstände, verändert diese aber auf behutsame Weise. Sie werden neu reproduziert und zum Teil in andere Materialien, wie beispielsweise Silikon überführt. Oft werden sie mittels eines speziell von ihr entwickelten elektrischen Antriebs in Vibrationen versetzt. Die verschiedenen Objekte, wie Schuhe, überdimensionierte Lippenstifte oder Spiegel entwickeln ein subtiles Eigenleben. Es entstehen bewegte/kinetische Objekte, die oft in Installationen eingebunden sind. Marc Wellmann schreibt im Ausstellungskatalog „Romantische Maschinen. Kinetische Kunst der Gegenwart“ über die Künstlerin: „Die 1967 in Hannover geborene Künstlerin Johanna Smiatek nähert sich immer wieder den tragikomischen Dimensionen der Dingwelt in kinetischen Skulpturen und Installationen. Ihre Praxis beruht dabei weniger auf der Verwendung oder Transformation von existierenden Gegenständen, sondern im verfremdeten Nachbau und intelligenter Umfunktionierung von scheinbar vertrauten Objekten“.
Seit 2004 lebt und arbeitet sie in Berlin.

## Ausstellungen (Auswahl)
- 2002: Am Ende doch was anderes / In the End something Else ... , Allgemeiner Konsumverein Braunschweig (Einzelausstellung), Katalog
- 2002: Ausgestellt und Abgebaut / Exhibited and Removed, Kunstverein Gifhorn (Einzelausstellung)
- 2002: Zur schönen Aussicht / To a Pretty View, Künstlerhaus Meinersen (Einzelausstellung)
- 2004: Spannungsraum Leidenschaften, Allgemeiner Konsumverein Braunschweig
- 2006: Stadt der Frauen, Frauenmuseum Berlin
- 2007: Gelée Royal, oberwelt, Stuttgart (Einzelausstellung)[5]
- 2008: AUTOKINO kinetic sculptures selected by Marc Wellmann[6], ZERN II, Berlin
- 2008: Nur für Sie gemacht, Kunstpunkt Berlin, Galerie für aktuelle Kunst (Einzelausstellung)[7][8], Katalog
- 2009: Stuttgarter Filmwinter, Gustav-Siegle-Haus, Stuttgart, Katalog
- 2009: passing through, Kunstpunkt Berlin, Galerie für aktuelle Kunst
- 2009: Romantische Maschinen – Kinetische Kunst der Gegenwart, Kurator Marc Wellmann. Georg-Kolbe-Museum[9][10][11][12], Berlin, Katalog
- 2010: XVII. ROHKUNSTBAU[13][14][15][16][17], Schloss Marquardt, Potsdam, Katalog
- 2011: UNSCHARF. Nach Gerhard Richter[18], Hamburger Kunsthalle, Hamburg, Katalog
- 2012/2013: DER SPIEGEL DES NARZISS. Vom mythologischen Halbgott zum Massenphänomen[19], Galerie im Taxispalais, Innsbruck, Austria, Katalog
- 2013/2014: MACHT/WAHN/VISION. Der Turm und urbane Giganten in der Skulptur, Museen Heilbronn[20][21][22], Katalog
- 2015/2016: Must-have, Museum FLUXUS+[23], Potsdam (Einzelausstellung)
- 2016: 100 Jahre Dada: Seepferdchen und Flugfische, Arp Museum Bahnhof Rolandseck[24], Katalog
- 2016: MOST WANTED – Hier finden Sie das Glück[25], rosalux, Berlin (Einzelausstellung)
- 2020: The Good, the Bad, the Ugly, and the Beautiful, Kunstverein Hochrhein / Villa Berberich[26][27][28]
- 2021: 2021 – An Earthly Odyssey, MuseumsQuartier Wien[29], Österreich
- 2021: PUNTO Y RAYA FESTIVAL 2021, TRANSFORMATIONS Ausstellung[30][31][32], Künstlerhaus Wien, Österreich
- 2025: Paralleluniversen (oder wie es Euch gefällt)[33], feinkunst e.V., Hannover (Einzelausstellung)